# IBM 5x86C

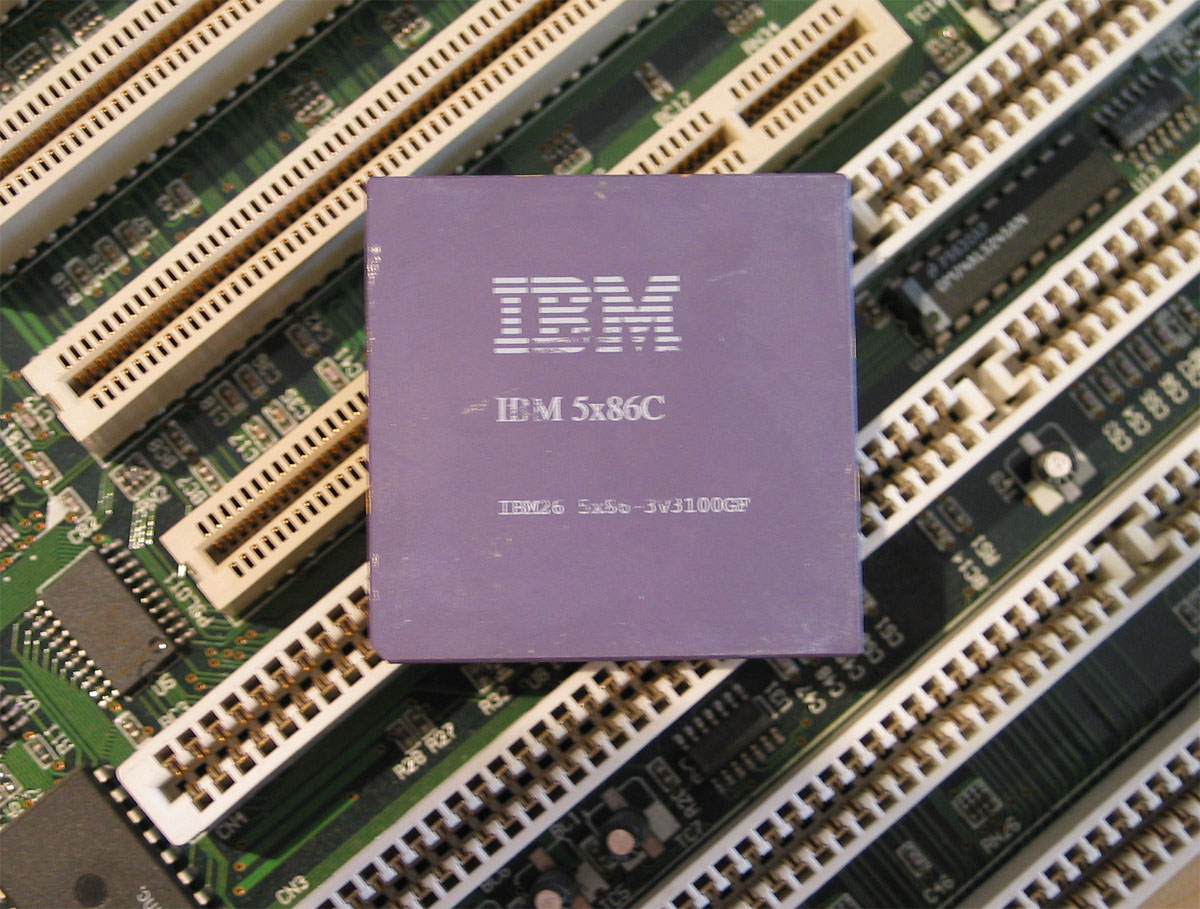
IBM 5x86C プロセッサ

IBM 5x86C は、サイリックスが設計した Cyrix Cx5x86 CPU を、IBM のブランドで IBM が製造したものである。
過去の IBM の x86 プロセッサである IBM 386SLC と IBM 486SLC は、サイリックスではなくインテルの設計を基にしていた。

## 仕様
- iDX4WB ピンアウト、168 ピン
- Socket 3
- 0.65μmプロセス、200万トランジスタ
- ダイサイズ 144 mm²
- 3.3 ボルト電源を使用
- 16 キロバイト L1 ユニファイドキャッシュ

25 MHz (25x3) のフロントサイドバスで動作する 75 MHz 版

33 MHz (33x3) のフロントサイドバスで動作する 100 MHz 版